# Edgar Sanabria

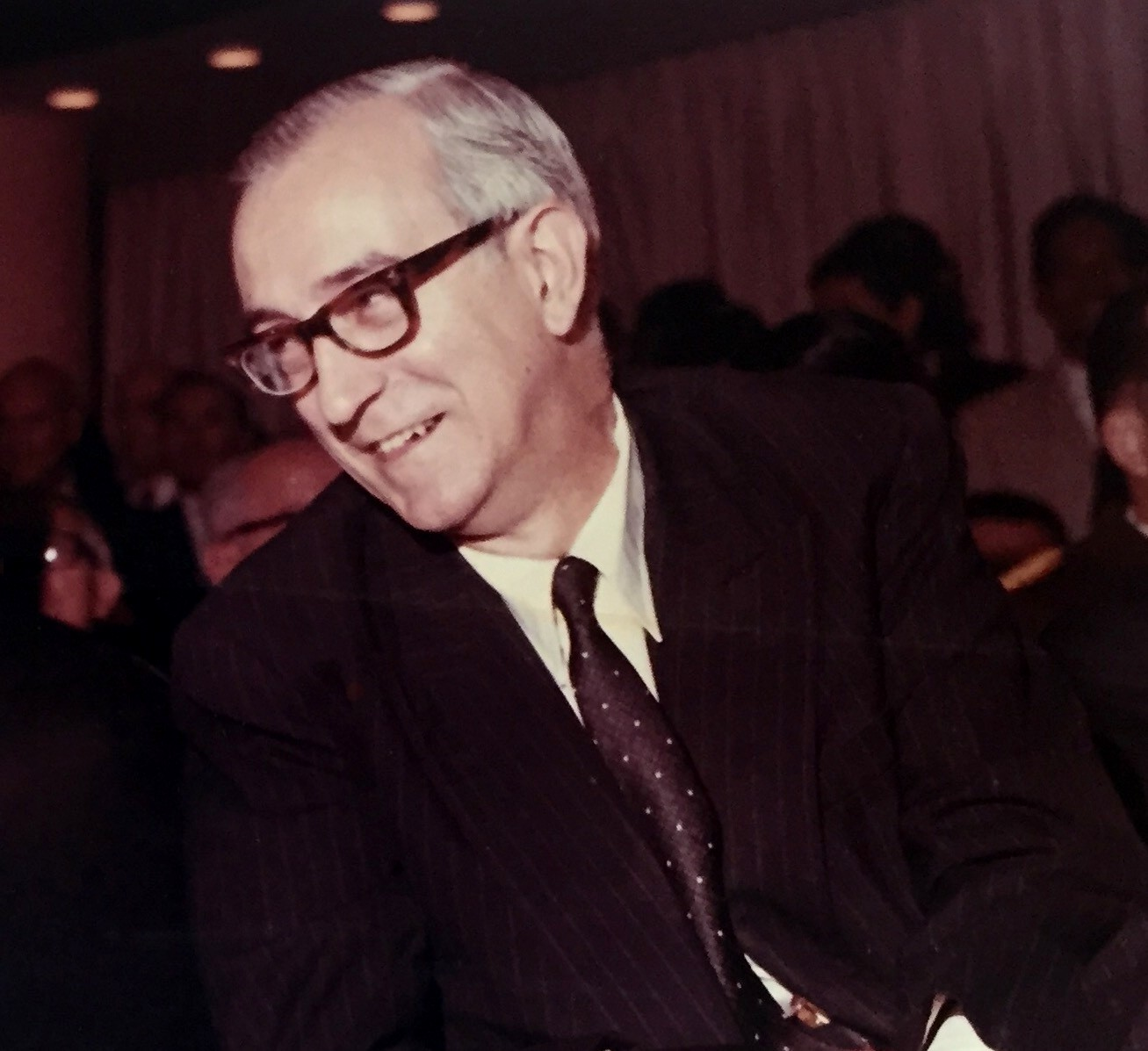
Edgar Sanabria

Edgar Sanabria (* 3. Oktober 1911 in Caracas; † 24. April 1989 ebenda) war ein venezolanischer Anwalt, Diplomat und Politiker und vom 14. November 1958 bis 13. Februar 1959 Präsident von Venezuela.
Er fungierte als Übergangspräsident für den am 14. November wegen des Wahlkampfs zurückgetretenen Wolfgang Larrazábal und den Sieger der Wahlen vom 7. Dezember Rómulo Betancourt, der am 13. Februar ins Amt eingesetzt wurde.

## Leben

### Anfangsjahre und Karriere
Seine Eltern waren Jesús Sanabria Bruzual und Teresa Arcia. Er studierte Rechtswissenschaften in der Universidad Central de Venezuela und graduierte 1935 als Doktor der Politikwissenschaften. Von 1936 bis 1941 arbeitete er unter anderem als Professor und (1936–1940) als Unterdirektor in der Nationalbibliothek. 1941 wurde er zum Rechtsberater im Außen- sowie im Finanz- und Förderungs-Ministerium und 1944 Direktor des Unterrichtsministeriums. Neben letzterem unterrichtete er auch zeitweise in einigen Universitäten.
Nach dem Sturz des Diktators Marcos Pérez Jiménez wurde er zum Sekretär der Regierungsjunta ernannt, die am 23. Januar 1958 die Macht übernahm.

### Präsidentschaft
Am 14. November 1958 übergab ihm Wolfgang Larrazábal wegen des Wahlkampfs die Präsidentschaft. In den Wahlen vom 7. Dezember gewann Rómulo Betancourt das Amt, das er am 13. Februar 1959 antrat.
In seiner kurzen Amtszeit verabschiedete Edgar Sanabria unter anderem ein Universitätsgesetz, das diesen deren Autonomie garantierte.

### Letzte Jahre
Von 1959 bis 1963 war er Botschafter im Vatikan, von 1964 bis 1968 in der Schweiz, von 1968 bis 1970 in Österreich und danach Ehrenbotschafter im Außenministerium.